# Yohan Chaverra
Yohan Camilo Chaverra Córdoba (* 21. März 1995) ist ein kolumbianischer Leichtathlet, der sich auf den Hürdenlauf spezialisiert hat. 2019 wurde er Vizesüdamerikameister über 110 m Hürden.

## Sportliche Laufbahn
Yohan Chaverra tritt seit 2011 in Leichtathletikwettkämpfen an. Zunächst startete er im Hochsprung. In jenem Jahr gewann er die Silbermedaille bei den Kolumbianischen U20-Meisterschaften und belegte im September den sechsten Platz bei den U20-Südamerikameisterschaften in der kolumbianischen Heimat. 2012 siegte er mit übersprungenen 2,11 m bei den Kolumbianischen U23-Meisterschaften und trat im Oktober bei den U18-Südamerikameisterschaften in Argentinien an, bei denen er ebenfalls Gold gewinnen konnte. 2013 trat er in Medellín bei den U20-Panamerikameisterschaften an, bei denen er Vierter wurde. Ende Oktober gewann er die Goldmedaille bei den U20-Südamerikameisterschaften in Chaco, bei denen er seine persönliche Bestleistung von 2,18 m aufstellte.
Ab 2014 startete er in ersten Wettkämpfen im Hürdenlauf. Ende August gewann er die Bronzemedaille bei den Kolumbianischen U23-Meisterschaften. Bereits im Juni wurde er Kolumbianischer Vizemeister im Hochsprung, in dem er einen Monat später auch bei den U20-Weltmeisterschaften in Eugene an den Start ging, bei denen er allerdings ohne gültigen Versuch blieb. Erst 2017 gelang es ihm, über 110 m Hürden unter der Marke von 14 Sekunden zu bleiben. In jenem Jahr belegte er bei den Kolumbianischen Meisterschaften den vierten Platz. 2018 wurde er Kolumbianischer Vizemeister und verbesserte sich im Juli auf eine Zeit von 13,87 s. 2019 trat Chaverra im Mai bei den Südamerikameisterschaften in Lima an. Während ihm im Hochsprung kein gültiger Versuch gelang, verbesserte er sich im Finale des 110-Meter-Hürdenlaufes auf eine Zeit von 13,66 s und wurde damit Vizesüdamerikameister. Einen Monat später lief er in Cali persönliche Bestzeit von 13,46 s. Im August trat er bei den Panamerikanischen Spielen, die ebenfalls in Lima stattfanden, an, scheiterte allerdings bereits nach dem Vorlauf. Später nahm er in Doha erstmals an Weltmeisterschaften teil und konnte auf Anhieb in das Halbfinale einziehen. Im April 2021 wurde er erstmals Kolumbianischer Meister. Ende Mai trat er in Ecuador zum zweiten Mal bei den Südamerikameisterschaften an und konnte, wie schon 2019, die Silbermedaille gewinnen.
Im Februar 2022 trat er bei den Hallensüdamerikameisterschaften in Bolivien an und belegte bei seinem ersten Wettkampf überhaupt den fünften Platz. Einen Monat später trat er bei den Hallenweltmeisterschaften in Belgrad an. Er startete im vierten der insgesamt sechs Vorläufe und schied als Siebtplatzierter des Laufes aus.

## Wichtige Wettbewerbe
| Jahr                  | Veranstaltung                   | Ort                   | Platz                 | Disziplin             | Zeit / Weite          |
| Startet für Kolumbien | Startet für Kolumbien           | Startet für Kolumbien | Startet für Kolumbien | Startet für Kolumbien | Startet für Kolumbien |
| --------------------- | ------------------------------- | --------------------- | --------------------- | --------------------- | --------------------- |
| 2011                  | U20-Südamerikameisterschaften   | Medellín              | 6.                    | Hochsprung            | 1,95 m                |
| 2012                  | U18-Südamerikameisterschaften   | Mendoza               | 1.                    | Hochsprung            | 2,10 m                |
| 2013                  | U20-Panamerikameisterschaften   | Medellín              | 4.                    | Hochsprung            | 2,10 m                |
| 2013                  | U20-Südamerikameisterschaften   | Resistencia           | 1.                    | Hochsprung            | 2,18 m                |
| 2019                  | Südamerikameisterschaften       | Lima                  | 2.                    | 110 m Hürden          | 13,66 s               |
| 2019                  | Panamerikanische Spiele         | Lima                  | 9.                    | 110 m Hürden          | 13,81 s               |
| 2019                  | Weltmeisterschaften             | Doha                  | 23.                   | 110 m Hürden          | 13,76 s               |
| 2021                  | Südamerikameisterschaften       | Guayaquil             | 2.                    | 110 m Hürden          | 13,53 s               |
| 2022                  | Hallensüdamerikameisterschaften | Cochabamba            | 5.                    | 60 m Hürden           | 7,98 s                |
| 2022                  | Hallenweltmeisterschaften       | Belgrad               | 43.                   | 60 m Hürden           | 8,01                  |

## Persönliche Bestleistungen
Freiluft
- 110 m Hürden: 13,46 s, 22. Juni 2019, Cali

Halle
- 60 m Hürden: 7,98 s, 20. Februar 2022, Cochabamba